# Marek Andrzejewski (prawnik)
Marek Andrzejewski (ur. 1959) – polski prawnik, dr hab. Profesor nadzwyczajny Katedry Prawa Cywilnego i Handlowego Wydziału Prawa i Administracji Uniwersytetu Szczecińskiego i Instytutu Nauk Prawnych Polskiej Akademii Nauk.

## Życiorys
Uzyskał stopień doktora habilitowanego. Pełnił funkcję adiunkta w Zakładzie Resocjalizacji i w Zakładzie Penitencjarystyki na Wydziale Studiów Edukacyjnych Uniwersytetu im. Adama Mickiewicza w Poznaniu. Jest profesorem nadzwyczajnym Instytutu Nauk Prawnych Polskiej Akademii Nauk oraz Katedry Prawa Cywilnego i Handlowego Wydziału Prawa i Administracji Uniwersytetu Szczecińskiego, a także członkiem Komitetu Nauk Prawnych I Wydziału Nauk Humanistycznych i Społecznych PAN.
Jest recenzentem 5 prac doktorskich i dwóch prac habilitacyjnych.